# LG V10
Le LG G4 est un smartphone haut de gamme conçu par LG Electronics, le deuxième avec le LG G4. Succédant au LG G Pro 2 et précédant le LG V20, le constructeur coréen présente son nouveau smartphone en octobre 2015.
Sa particularité est de posséder deux écrans. Outre l'écran principal, qui est tactile, le second, de deux pouces, et toujours actif, permet d'afficher les notifications ou la musique en cours d'écoute.